# Chronica gallica
La Chronica gallica ("cronaca gallica") è una raccolta di tre opere annalistiche risalenti al tardo Impero romano.
Theodor Mommsen raccolse sotto questo nome:
- la Narratio de imperatoribus domus Valentinianae et Theodosianae;
- il Chronicon ad annum CCCCLII sive Imperiale vel Pithoeanum o Chronica gallica 452, in passato attribuito a Prospero d'Aquitania;
- il Chronicon ad annum DXI o Chronica gallica anno 511, in passato attribuito a Sulpicio Severo.

## Chronica gallica 452
La Chronica Gallica a. 452 è una prosecuzione della cronaca di Girolamo. Venne scritta nella zona del Rodano, o forse a Marsiglia.
La cronaca inizia nel 379, con la nomina di Teodosio I e termina con la calata in Italia del re degli Unni Attila nel 452. Il racconto si concentra principalmente sulla Gallia, sugli imperatori e sui papi; gli eventi riguardanti l'impero romano d'Oriente difficilmente si guadagnano l'attenzione del cronicista.

## Chronica gallica 511
La Chronica gallica 511 è contenuta in un manoscritto del XIII secolo, conservato a Madrid. Assomiglia alla Chronica gallica 452, di cui forse era una continuazione. Venne scritta, come quella del 452, nel sud della Gallia, probabilmente ad Arles o a Marsiglia, e le fonti su cui si basa sono la Chronica gallica del 452, la cronaca di Sulpicio Severo, quella di Idazio, Paolo Orosio e i Fasti consolari. Fu l'oggetto di una compilazione del 733, in Spagna.
La Chronica gallica 511 copre il periodo che va da 379 al 509-511, da cui il nome. Nello stile tipico delle cronache, fornisce informazioni brevi e precise sugli eventi, ma senza datarli, se non indirettamente mediante l'interpolazione degli anni di regno degli imperatori; la situazione in cui accadono gli eventi va dunque ricostruita dai fatti precedenti e seguenti. È l'unica fonte che parla della sconfitta di Antemiolo ad Arles, nel 470-471.